# Contorno (Toa Alta)
Contorno es un barrio ubicado en el municipio de Toa Alta en el estado libre asociado de Puerto Rico. En el Censo de 2010 tenía una población de 4737 habitantes y una densidad poblacional de 940,34 personas por km².

## Geografía
Contorno se encuentra ubicado en las coordenadas 18°22′58″N 66°15′47″O / 18.38278, -66.26306. Según la Oficina del Censo de los Estados Unidos, Contorno tiene una superficie total de 5.04 km², de la cual 5.01 km² corresponden a tierra firme y (0.62%) 0.03 km² es agua.

## Demografía
Según el censo de 2010, había 4737 personas residiendo en Contorno. La densidad de población era de 940,34 hab./km². De los 4737 habitantes, Contorno estaba compuesto por el 73.59% blancos, el 12.75% eran afroamericanos, el 0.59% eran amerindios, el 0.15% eran asiáticos, el 10.39% eran de otras razas y el 2.53% pertenecían a dos o más razas. Del total de la población el 99.22% eran hispanos o latinos de cualquier raza.